# Stephen Wayne Anderson

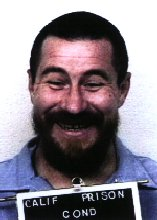
Polizeifoto von Stephen Wayne Anderson

Stephen Wayne Anderson (* 8. Juli 1953; † 29. Januar 2002 im San Quentin State Prison) war ein US-amerikanischer Auftrags- und Serienmörder. Er ermordete mindestens acht Personen. Für den Mord an der 81-jährigen Elizabeth Lyman wurde er durch letale Injektion hingerichtet. Während seiner Haftzeit in der Todeszelle begann Anderson Gedichte zu verfassen, womit er die öffentliche Aufmerksamkeit auf sich zog.

## Leben
Stephen Wayne Anderson wuchs unter einem gewalttätigen und alkoholkranken Vater auf. Er hatte einen jüngeren Bruder. Nachdem seine Mutter ihn und seinen Bruder im Alter von 14 Jahren aus dem Haus geworfen hatte, wohnten sie bei Verwandten und Bekannten. 

### Straftaten
1971 wurde er wegen eines schweren Einbruchs inhaftiert. 1973 beging er weitere drei Einbrüche, für die er im Utah State Prison einsaß. Während seiner Haftzeit dort ermordete er unerkannt 1977 den Mitgefangenen Robert Blundell mit einem Messer, des Weiteren griff er auch einen Aufseher während der Haftzeit an.
Am 24. November 1979 konnte er aus dem Gefängnis fliehen und schlug sich als Drogenhändler durch. In dieser Zeit beging er einen weiteren Mord in den Bergen des Salt Lake County.
Am 26. Mai 1980 brach er in das Haus der 81-jährigen Elizabeth Lyman in Bloomington (Kalifornien) ein und ermordete sie. Vor dem Einbruch durchtrennte Anderson die Telefonleitung und gelang durch die Eingangstür ins Haus. Die pensionierte Klavierlehrerin Lyman lag in ihrem Bett, als sie den Einbrecher bemerkte und zu schreien begann. Anderson schoss ihr mit seiner Pistole in den Kopf und tötete sie damit sofort. Die Patronenhülse sammelte er ein. Nach der Tat durchsuchte er das Haus und bereitet sich in der Küche ein Essen zu. Während er in der Küche des Opfers aß und Fernsehen schaute, wurde er durch den von Nachbarn gerufenen Sheriff aufgegriffen und verhaftet.
Im Verhör gab er nicht nur den Mord im Utah State Prison zu, sondern auch sechs Auftragsmorde, die er vor seiner Haftzeit in Las Vegas begangen hatte.
Im Juni 2015 wurde Stephen Wayne Anderson als wahrscheinlicher Mörder im Cold Case des 29-jährigen Timothy Glashien genannt. Anderson hatte Glashien mutmaßlich aufgrund eines geplatzten Drogendeals ermordet. Den Mord hatte Anderson schon bei seiner Verhaftung zugegeben, aber es lagen zu diesem Zeitpunkt keine weiteren Beweise vor, weshalb der Fall bis 2015 als ungelöst galt.

### Verfahren und Hinrichtung
Er wurde am 24. Juli 1981 des Mordes an Elizabeth Lyman für schuldig befunden und zum Tode verurteilt.
Die Vollstreckung des Urteils durch eine letale Injektion erfolgte am 29. Januar 2002 im San Quentin State Prison im Bundesstaat Kalifornien. Der Tod wurde um 12:30 Uhr (Pacific Time) festgestellt.

## Lyriker
Im Todestrakt des San Quentin State Prison begann er Gedichte zu verfassen. Für seine Lyrik wurde er zweimal mit dem Prison Writing-Preis des Autorenverbands PEN America ausgezeichnet, was ihm den Spitznamen „Bard of Death Row“, also „Barde der Todeszelle“ einbrachte. Seine Gedichte wurden im Off-Broadway-Theaterstück Lament From Death Row adaptiert. Während seiner Haft wurde sein hoher Intelligenzquotient von 136 Punkten festgestellt.